# Asakusa Hanayashiki
Asakusa Hanayashiki (浅草花やしき?, Asakusa Hanayashiki) è un parco divertimenti che si trova ad Asakusa, un quartiere speciale di Taitō a Tokyo. Attualmente è gestito dalla società per azioni Hanayashiki, di proprietà della Namco Bandai.
Hanayashiki vanta il primato di parco giochi più vecchio del Giappone, essendo stato aperto nel 1853 in occasione dell'arrivo del commodoro Matthew Perry. Durante gli anni trenta, però, il parco è lentamente caduto in disuso fino all'abbandono durante la seconda guerra mondiale, ed è tornato effettivamente visitabile solo nel 1949 dopo due anni di lavori di riadeguamento; per questo, nonostante l'Hanayashiki sia il parco più vecchio del Giappone, è il parco Hirakata di Osaka quello che vanta la più lunga storia effettiva essendo rimasto aperto continuativamente fino a oggi dal 1910, anno della sua fondazione.